# Ahmosaari (ö i Norra Karelen)
Ahmosaari är en ö i Finland. Den ligger i sjön Orivesi och i kommunen Rääkkylä i den ekonomiska regionen  Mellersta Karelens ekonomiska region  och landskapet Norra Karelen, i den sydöstra delen av landet, 300 km nordost om huvudstaden Helsingfors. Öns area är 75,6 hektar och dess största längd är 1,7 kilometer i nord-sydlig riktning.